# Рут Тейтелбаум
Рут Тейтелбаум (на английски: Ruth Teitelbaum) (по баща Лихтерман, Lichterman) (1924 – 1986) е американска математичка и програмистка, член на екипа от първите програмистки на компютъра ENIAC.

## Биография
Тейтелбаум завършва колежа „Хънтър“ с бакалавърска степен по математика. Втората световна война е в разгара си и Тейтелбаум получава назначение в проект на американската армия, провеждан в инженерната школа „Мур“ (Moore School of Engineering) на Пенсилванския университет, където като част от екип от общо 80 жени-изчислителки работи по изчисляването на балистични траектории.
През есента на 1945 година от този състав са избрани шест жени, на които е възложено да обслужват проекта за разработване на компютъра ENIAC, целящ да автоматизира изчисленията и финансиран от армията. Тейтелбаум е една от тези шест изчислителки, наред с Катлийн Антонели (Макнълти), Франсис Спенс (Байлъс), Джийн Бартик (Дженингс), Бети Холбертън (Снайдер) Марлин Мелцер (Уескоф) и това са на практика първите програмистки. Двете с Мелцер са в специален екип, който използва аналогови техники при решаването на уравненията на балистичните криви.
Впоследствие Тейтелбаум прекарва две години в Лабораторията за балистични изследвания на изпитателния полигон в Абърдийн, където обучава следващото поколение програмисти на ENIAC.
През 1986 година умира в Далас, Тексас.

## Признание
Въпреки пионерската си роля, която играе в зората на компютрите, за времето си Рут Тейтелбаум не получава достатъчно признание. 
Едва през 1997 година тя получава дължимата ѝ почит, когато заедно с останалите пет програмистки от първия екип на ENIAC е въведена в „Залата на славата“ на международната организация „Жени в технологиите“ (Women in Technology International, WITI). Останалите пет жени от екипа лично приемат отличието, докато Рут се представлява от съпруга си.